# 그람시현

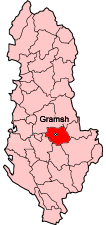
그람시 현의 위치

그람시현(알바니아어: Rrethi i Gramshit)은 알바니아를 구성하는 36개 현 가운데 하나로, 현청 소재지는 그람시이며 면적은 695km2, 인구는 36,000명(2004년 기준)이다. 행정 구역상으로는 엘바산 주에 속한다.